# Dalboșeț
Dalboșeț è un comune della Romania di 1772 abitanti, ubicato nel distretto di Caraș-Severin, nella regione storica del Banato.
Il comune è formato dall'unione di sette villaggi: Bârz, Boina, Boinița, Dalboșeț, Prislop, Reșița Mică, Șopotu Vechi.